# Lambrugo
Lambrugo ist eine italienische Gemeinde (comune) mit 2532 Einwohnern (Stand 31. Dezember 2023) in der Provinz Como in der Lombardei. 

## Geographie
Die Gemeinde liegt etwa 13 Kilometer ostsüdöstlich von der Provinzhauptstadt  Como und grenzt unmittelbar an die Provinz Lecco. Die umfasst die folgende Fraktionen: Cadea, Cascina Giulia, Galletto, Momberto, Piazza, Resegone.
Die Nachbargemeinde sind Costa Masnaga (LC), Inverigo, Lurago d’Erba, Merone und Nibionno (LC).

## Verkehr
Durch die Gemeinde führt die frühere Staatsstraße 342 (heute eine Provinzstraße) von Bergamo nach Varese.

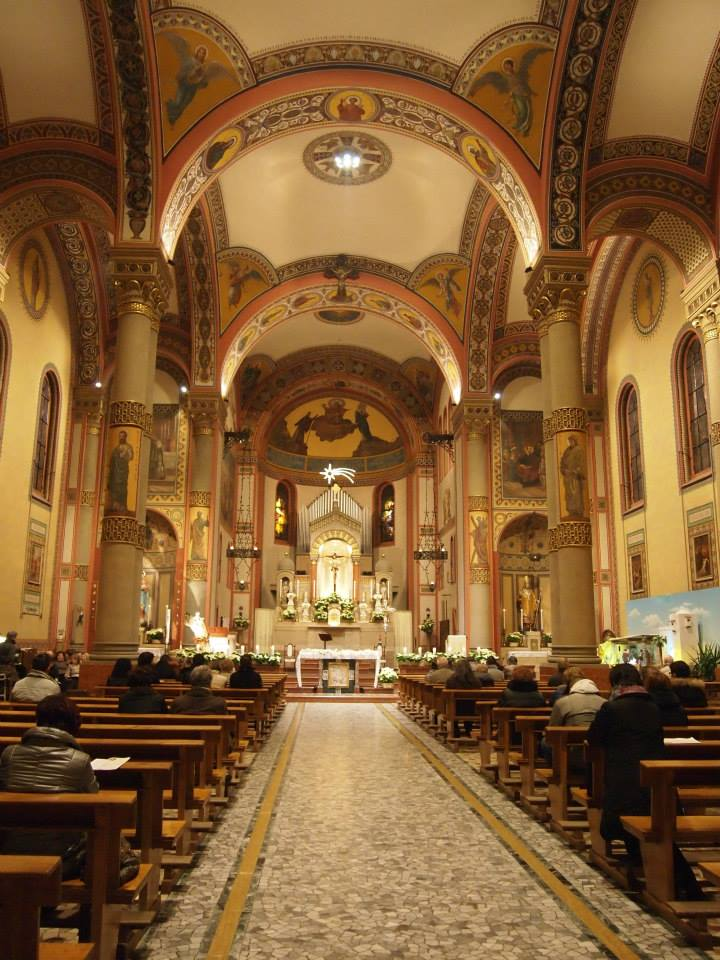
Kirche San Carlo Borromeo, Innenraum

## Gemeindepartnerschaft
Seit 2008 bestehen lockere Verbindungen zur polnischen Gemeinde Rajcza in der Woiwodschaft Schlesien.

## Sehenswürdigkeiten
- Pfarrkirche San Carlo Borromeo (1906)[2]
- Kloster Santa Maria Assunta (12. Jahrhundert)[3]
- Villa Puecher (Ende 19. Jahrhundert) erbaut in  Eklektizismus Architekturstil